# Port Aransas
Port Aransas ist eine Stadt im Nueces County im US-Bundesstaat Texas in den Vereinigten Staaten. Das U.S. Census Bureau hat bei der Volkszählung 2020 eine Einwohnerzahl von 2.904 ermittelt.

## Geographie
Die Stadt liegt im Südosten von Texas, am Golf von Mexiko auf Mustang Island, etwa 32 km östlich von Corpus Christi, getrennt durch die Aransas Bay und hat eine Gesamtfläche von 31,3 km2, wovon 8,5 km2 Wasserfläche ist.

## Geschichte
Die erste permanente Besiedlung der Insel geschah 1855 durch Capt. Robert Ainsworth Mercer aus Lancaster, England. Er siedelte bereits 1850 auf San José Island und zog 1855 nach hier um und errichtete eine Ranch mit Schafen und Rindern. Da es auf der Insel viele wilde Pferde (Mustangs) gab, benannte er die Insel Mustang Island.

## Demografische Daten
Nach der Volkszählung im Jahr 2000 lebten hier 3.370 Menschen in 1.542 Haushalten und 993 Familien. Die Bevölkerungsdichte betrug 147,7 Einwohner pro km2. Ethnisch betrachtet setzte sich die Bevölkerung zusammen aus 93,92 % weißer Bevölkerung, 0,42 % Afroamerikanern, 1,25 % amerikanischen Ureinwohnern, 0,86 % Asiaten, 0,03 % Bewohnern aus dem pazifischen Inselraum und 2,17 % aus anderen ethnischen Gruppen. Etwa 1,36 % waren gemischter Abstammung und 6,08 % der Bevölkerung waren spanischer oder lateinamerikanischer Abstammung.
Von den 1.542 Haushalten hatten 22,6 % Kinder unter 18 Jahre, die im Haushalt lebten. 53,6 % davon waren verheiratete, zusammenlebende Paare. 7,3 % waren allein erziehende Mütter und 35,6 % waren keine Familien. 29,1 % aller Haushalte waren Singlehaushalte und in 8,7 % lebten Menschen, die 65 Jahre oder älter waren. Die Durchschnittshaushaltsgröße betrug 2,18 und die durchschnittliche Größe einer Familie belief sich auf 2,64 Personen.
18,9 % der Bevölkerung waren unter 18 Jahre alt, 5,7 % von 18 bis 24, 25,2 % von 25 bis 44, 34,6 % von 45 bis 64, und 15,7 % die 65 Jahre oder älter waren. Das Durchschnittsalter war 45 Jahre. Auf 100 weibliche Personen aller Altersgruppen kamen 108,4 männliche Personen. Auf 100 Frauen im Alter von 18 Jahren und darüber kamen 106,6 Männer.
Das jährliche Durchschnittseinkommen eines Haushalts betrug 39.432 USD, das Durchschnittseinkommen einer Familie 46.719 USD. Männer hatten ein Durchschnittseinkommen von 28.000 USD gegenüber den Frauen mit 22.393 USD. Das Prokopfeinkommen betrug 23.681 USD. 11,3 % der Bevölkerung und 7,1 % der Familien lebten unterhalb der Armutsgrenze. Davon waren 17,4 % Kinder und Jugendliche unter 18 Jahren und 3,5 % waren 65 oder älter.

## Wrack der John Worthington
Das Wrack des 1943 gesunkenen Öltankers John Worthington liegt bis heute im seichten Wasser des Lydia Ann Channels.
Bei klarem Wasser kann man das Wrack der John Worthington unter Wasser sehen.